# Arriva
Arriva est un prestataire de services de transport de voyageurs.

## Histoire
Après son entrée sur le marché d’Europe continentale en 1997, Arriva s’est installé dans 13 pays d’Europe continentale. Arrivé en Suède en 1999 sur le marché des opérateurs de bus, Arriva y a intégré le marché des concessions ferroviaires en 2007. Arriva est présent dans la concession ferroviaire au Danemark depuis 2002, et au Royaume-Uni depuis 2005.
En avril 2010, la Deutsche Bahn rachète Arriva pour 1,59 milliard £, se disant intéressé par le développement européen de son acquisition,. En 2013, Arriva fait son entrée sur le marché tchèque. La société remporte la concession de lignes ferroviaires urbaines à Prague et une ligne de connexion avec la Slovaquie.
En 2018, Arriva gère près de 14 % du réseau de passagers du Royaume-Uni en termes à la fois de kilomètres-passagers et de chiffre d’affaires, mais perd la concession des rails et métro du Pays de Galles. La société crée Arriva Spain Rail pour s'engager de manière plus concrète sur le marché espagnol. En Suède, Arriva remporte la concession du Pågatågen rail network, et des réseaux de bus d'Helsingborg et d'Ekerö. Au Danemark, Arriva reconduit la concession de 6 lignes dans la péninsule du Jutland, et remporte la gestion de 2 lignes supplémentaires.
En février 2019, Arriva remporte 4 nouvelles concessions ferroviaires en République tchèque, des lignes express desservant Tanvald, Nový Bor, Rakovník et České Budějovice.
En juin 2023, Arriva fait part de son ambition d'ouvrir une ligne entre Paris et Groningue, au nord des Pays-Bas, à partir de 2026.
En début janvier 2024, la Commission européenne autorise la Deutsche Bahn à revendre la société à la compagnie I Squared Capital, un investisseur américain basé à Miami. Le montant de la vente n'a pas été communiqué.

## Activités

### Au Royaume-Uni
- Arriva UK Bus : Opérateur de bus au Royaume-Uni[12], fournissant des services aux passagers dans le nord-est, le nord-ouest et le sud-est de l’Angleterre, le Yorkshire, les Midlands et le Pays de Galles. Arriva contrôlerait avec Go-Ahead, First Group et National Express 72 % du marché des bus en dehors de Londres[13].

- Arriva UK Trains :
  - Arriva Trains Wales : Services ferroviaires interurbains, ruraux et de banlieue pour les passagers dans tout le Pays de Galles et les comtés anglais frontaliers[14].
  - Chiltern Railways : Services réguliers pour passagers sur le couloir M40 entre Londres Marylebone, Birmingham et Kidderminster, et de Londres Marylebone à Aylesbury via Amersham.
  - CrossCountry : Trajets intercités dans tout le pays[15].
  - Grand Central Railway : Opérateur ferroviaire à accès ouvert ; il gère 14 services par jour entre la gare de Londres Kings Cross et des stations en Yorkshire et dans le nord-est.
  - London Overground : Réseau ferroviaire aérien de Londres comprenant les trains, les services et les stations sous contrat avec Transport for London.
  - Tyne and Wear Metro : Réseau de trains de banlieue desservant Newcastle, Sunderland et les alentours dans le nord-est de l’Angleterre.

À partir d'avril 2016, Arriva gère également les trains au nord de l'Angleterre(Arriva Rail North) mais se voit retirer son contrat pour cause de pertes trop importantes et 310 trains annulés chaque jour en mai 2018 à cause d'un manque de personnel et un changement d'horaire des trains. Arriva est obligée de céder sa place à une compagnie publique: Northern Trains Limited.

### En Europe
En 2018, elle est présente sur cinq marchés continentaux : ceux de République tchèque, de Pologne, de Suède, du Danemark et des Pays-Bas.
Arriva ne gère pas d’opération de transport en France, mais y soutient l’ouverture du marché de transport ferroviaire de voyageurs à la concurrence et à l'intention d'y proposer un service de transport de voyageurs dès la fin du monopole.
Présente sur le service régional aux Pays-bas, Arriva Nederland a, en 2021, réceptionné le dernier automoteur Wink sur 18, fabriqués par Stadler Rail, avec une option pour 6 rames supplémentaires.
La société a le projet de relier trois villes de trois pays différents, Maastricht - Aix-la-Chapelle et Liège, avec des trains Wink du fabricant Stadler Rail. La législation belge exige que les rames soient équipées du système de sécurité ETCS et de ce fait les trains Stadler de la compagnie, ne sont donc pas encore homologués en Belgique. La liaison avec la gare de Liège n'étant pour l'instant pas possible, en 2022, les trains ne circulent qu'entre Aix-la-Chapelle et Maastricht. Le 30 mai 2024, la compagnie annonce la mise en service des FLIRTs équipés du système ETCS-GUARDIA de Stadler pour la Belgique et des systèmes de classe B (PZB et ATB) pour les Pays-Bas et l'Allemagne. Les trois villes peuvent donc être reliées sans changement pour les voyageurs.

## Incidents
En janvier 2010, un train d'Arriva percute une voiture à la hauteur d'un passage à niveau et tue l'un des deux passagers. L'aiguilleur est reconnu coupable ainsi que la société Arriva qui écope d'une amende de ₤ 450.000. En juin 2012, un camion est percuté par un train Arriva à la hauteur d'un passage à niveau, mais cette fois-ci le chauffeur du camion est reconnu responsable de l'accident par la justice.
En janvier 2013, à Stockholm, un train appartenant à Arriva est dérobé dans son dépôt et finit encastré dans une maison après avoir déraillé,. L'enquête conclut que la femme de ménage nettoyant le train aurait démarré le train par accident. En juin 2013, à la suite de la nouvelle interdiction de porter des shorts qu'Arriva impose à ses employés, un employé suédois de sexe masculin s'est rendu au travail en robe pour protester contre la mesure,.
En septembre 2018, Arriva Trains Wales est critiqué sur les réseaux sociaux après avoir facturé 10 pounds à un usager pour lui restituer son porte-monnaie oublié dans l'un des trains de la société,.